# نرکین گتاشن
نرکین گتاشن (به ارمنی: Ներքին Գետաշեն) یک شهر در ارمنستان است که در استان گغارکونیک واقع شده‌است. نرکین گتاشن در ۳۴ کیلومتری جنوب شرق گاوار، مرکز استان گغارکونیک واقع شده‌است.

## خصوصیات
نرکین گتاشن ۸٬۰۱۶ نفر جمعیت دارد و ۱٬۹۴۸ متر (۱۹۶۰ متر) بالاتر از سطح دریا واقع شده‌است.
| سال   | ۱۸۳۱ | ۱۸۹۷ | ۱۹۲۶ | ۱۹۳۹ | ۱۹۵۹ | ۱۹۷۰ | ۱۹۷۹ | ۱۹۸۹ | ۲۰۰۱ | ۲۰۰۴ |
| جمعیت | ۳۳۱  | ۱۵۱۶ | ۲۱۹۷ | ۲۵۴۸ | ۳۲۴۶ | ۴۹۰۶ | ۵۶۳۷ | ۶۸۳۵ | ۷۶۵۸ | ۸۳۲۵ |

## نگارخانه

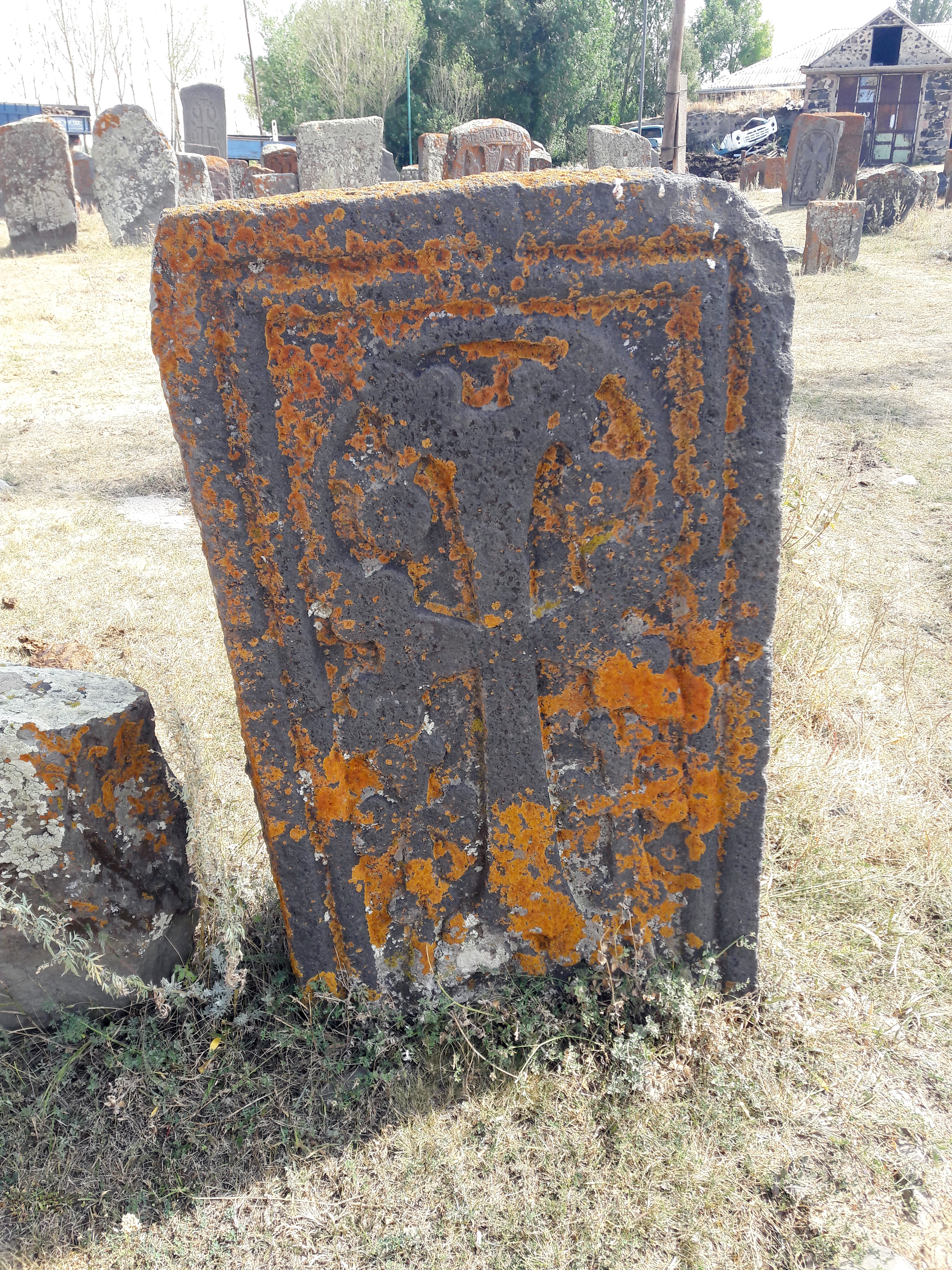
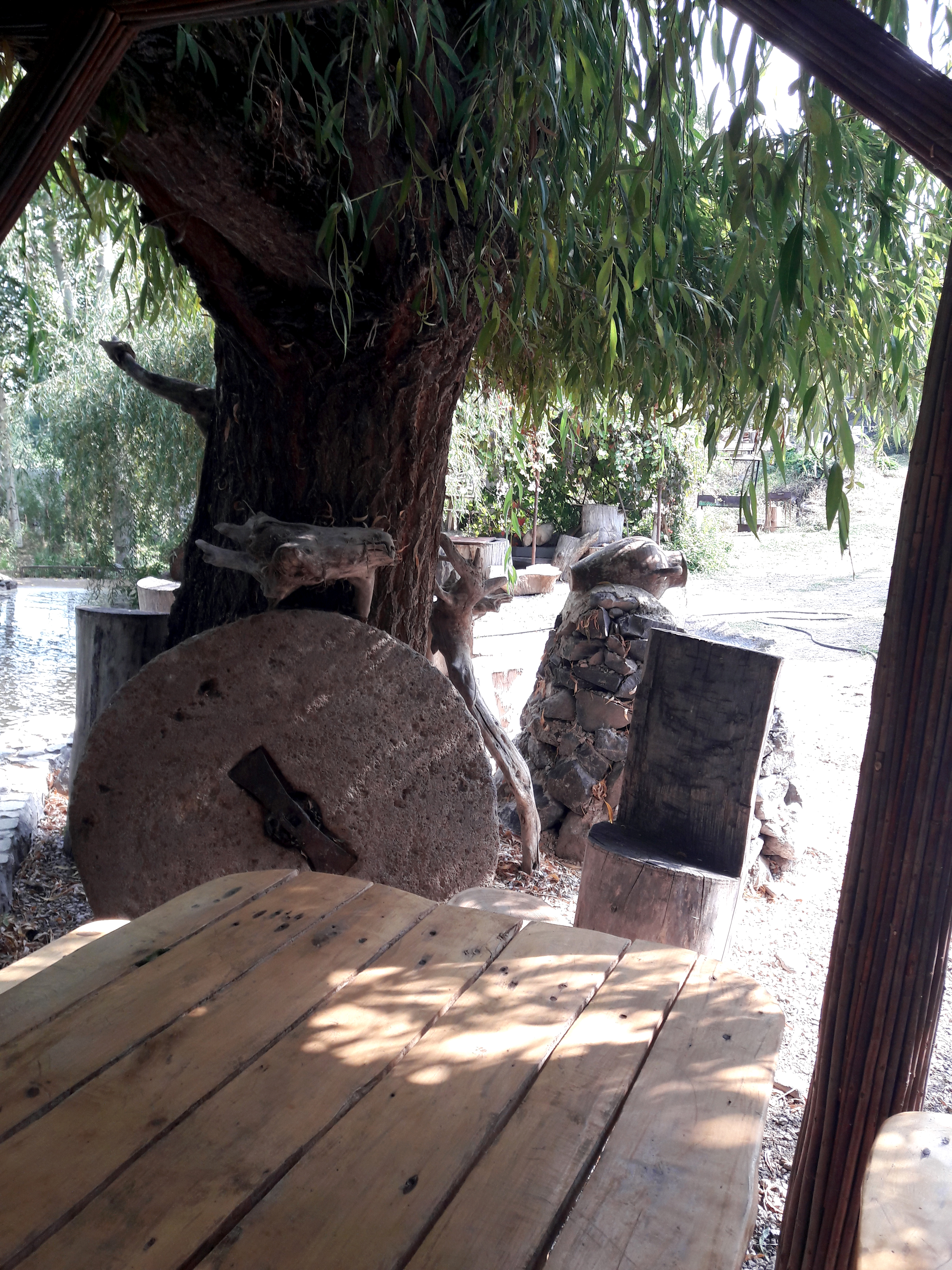
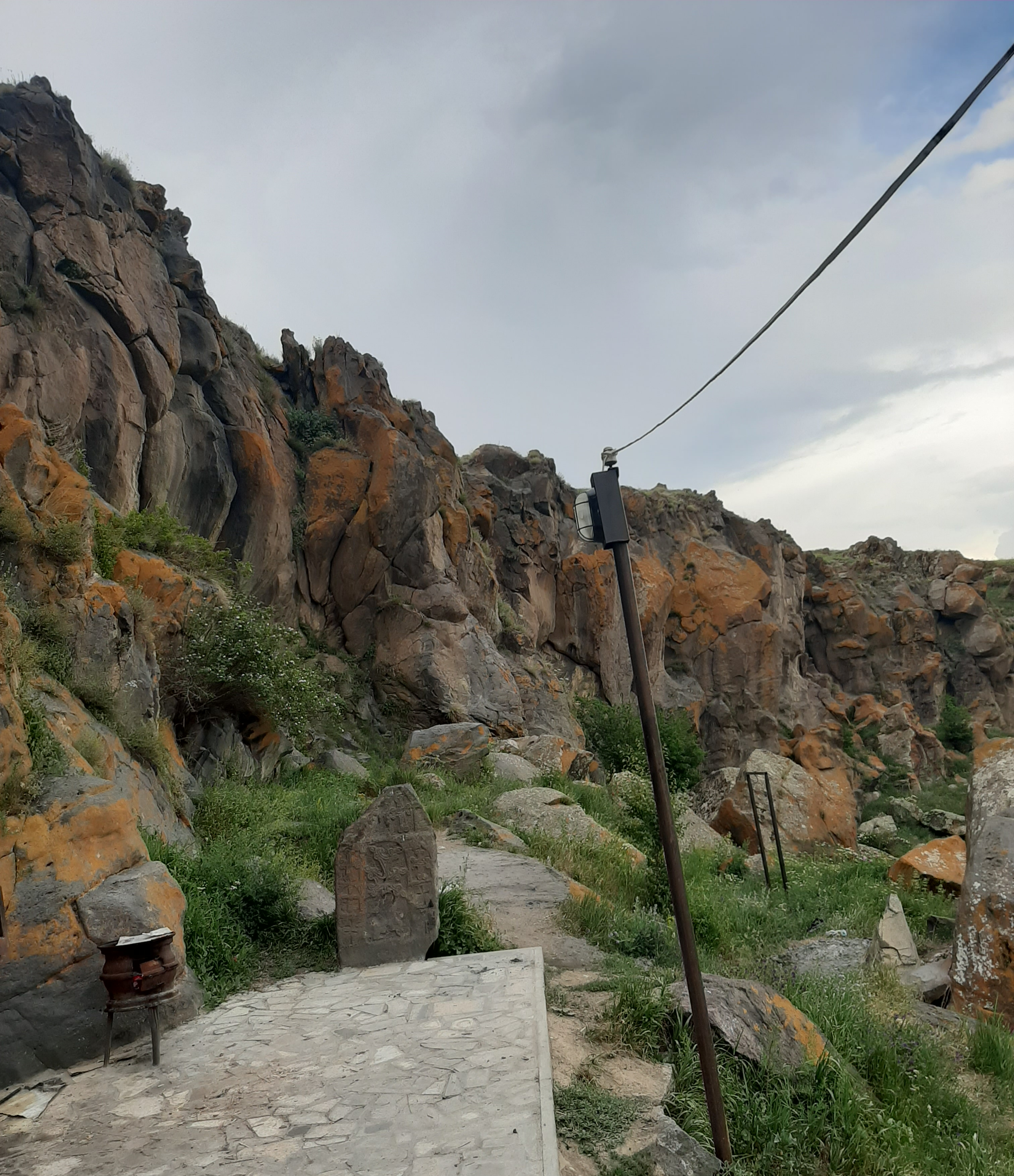
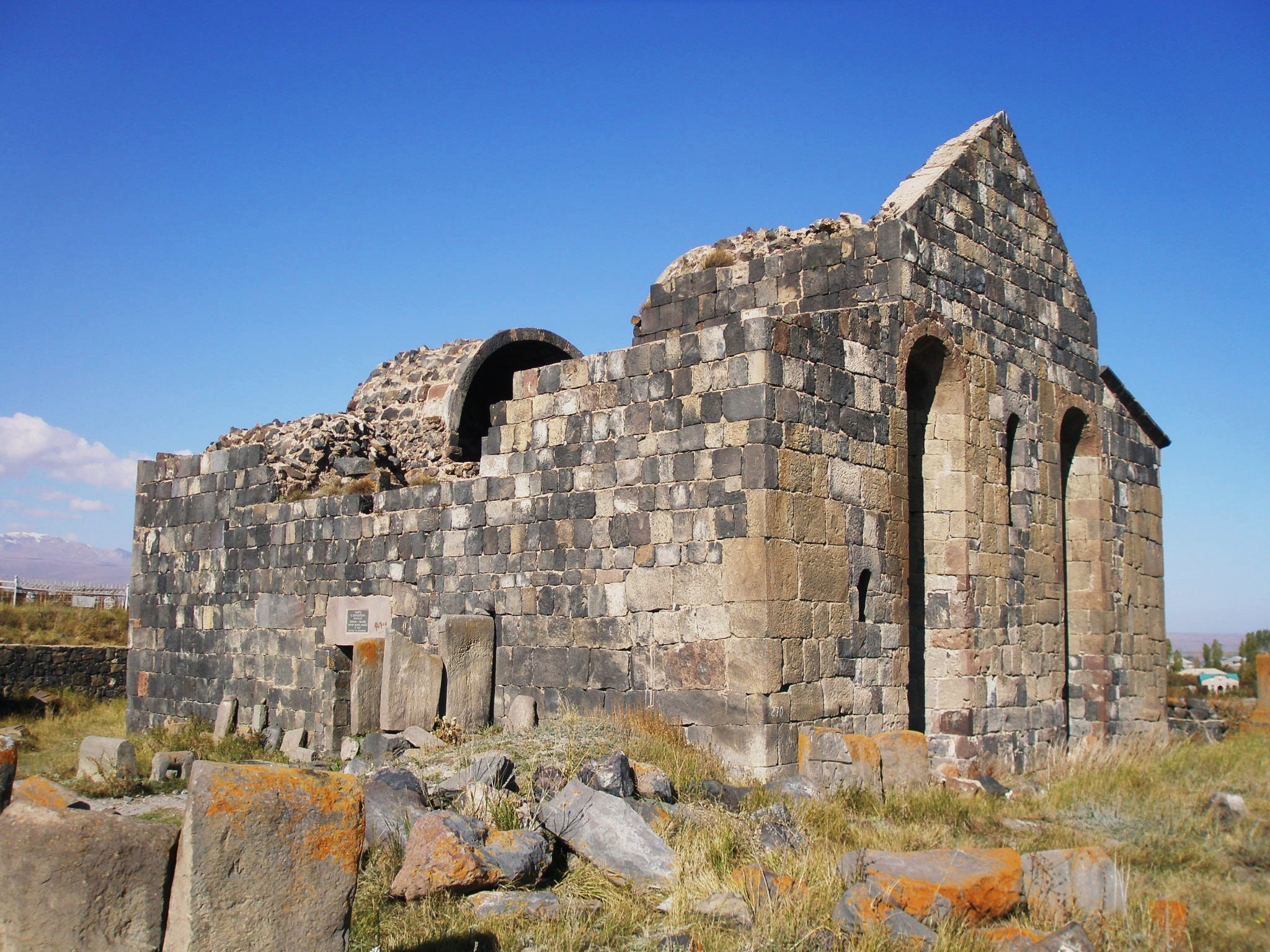
Kotavank and the adjacent cemetery (prior to renovation)
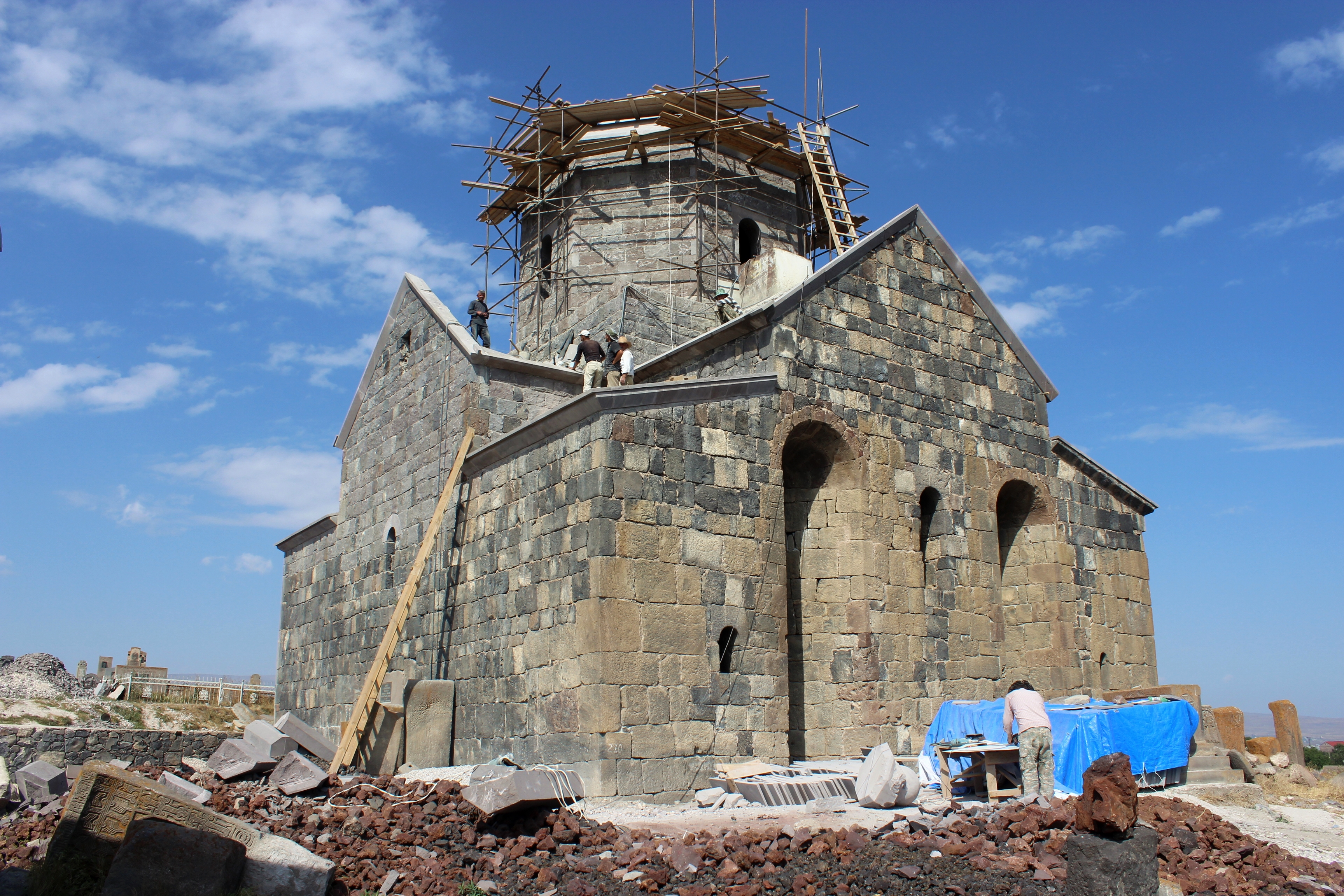
Renovation of the church, September 2014
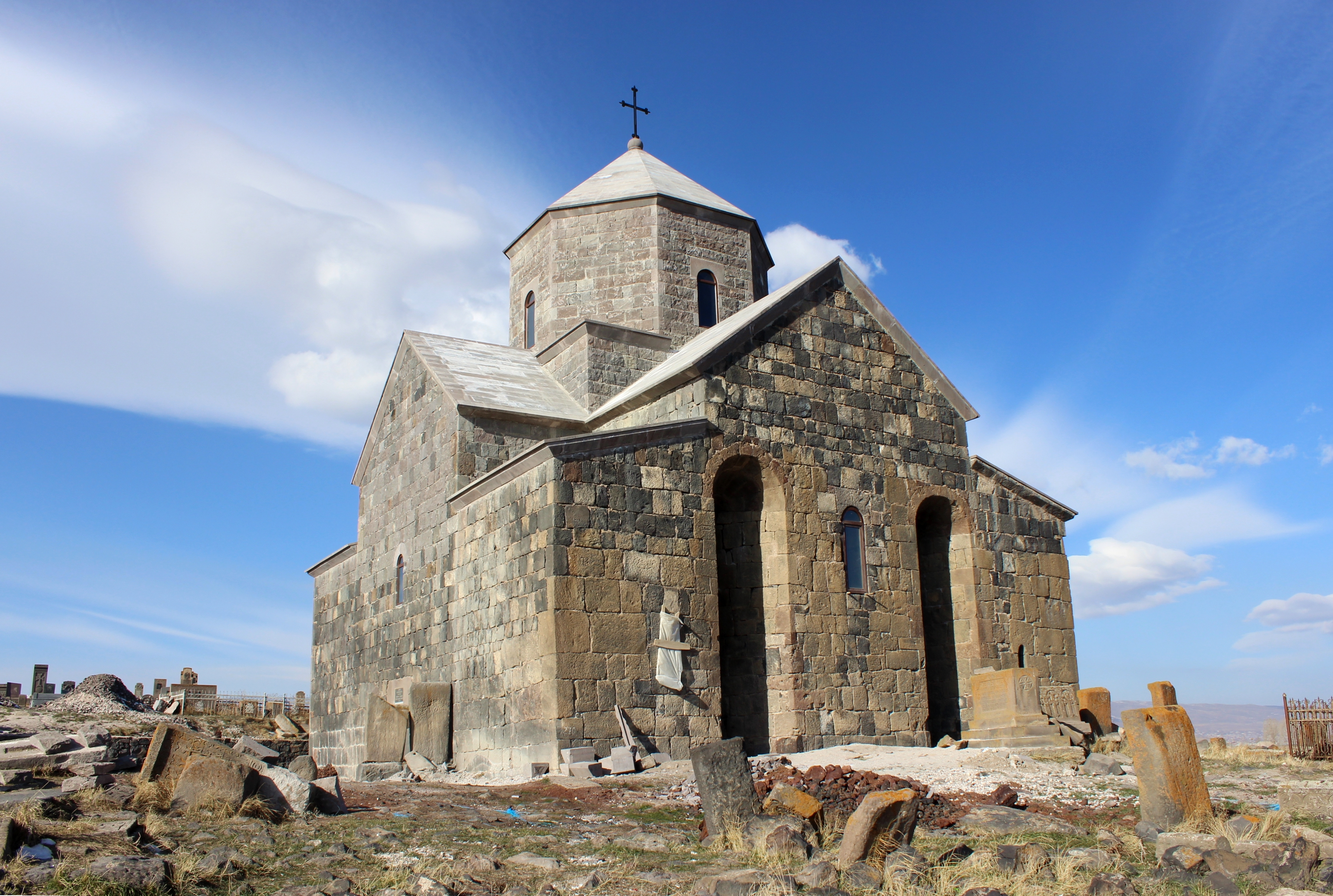
Renovation of the church, November 2014